# Xã St. Andrews, Quận Walsh, Bắc Dakota
Xã St. Andrews (tiếng Anh: St. Andrews Township) là một xã thuộc quận Walsh, tiểu bang Bắc Dakota, Hoa Kỳ. Năm 2010, dân số của xã này là 52 người.